# Machoňova pasáž
Pardubický dům od Ladislava Machoně, známý v současnosti pod názvem Machoňova pasáž je dům v českých Pardubicích. Byl vystavěn mezi léty 1924–1925 na hlavní ulici mezi Zelenou bránou a tzv. Palácem Magnum Tower. Pasáž domu propojuje (přes ul. Za pasáží) čtvrť Karlovinu a centrum nového města (ul. třídu Míru). Jedná se o objekt číslo popisné 60 na stavebním pozemku parcelní číslo 359.

## Dějiny

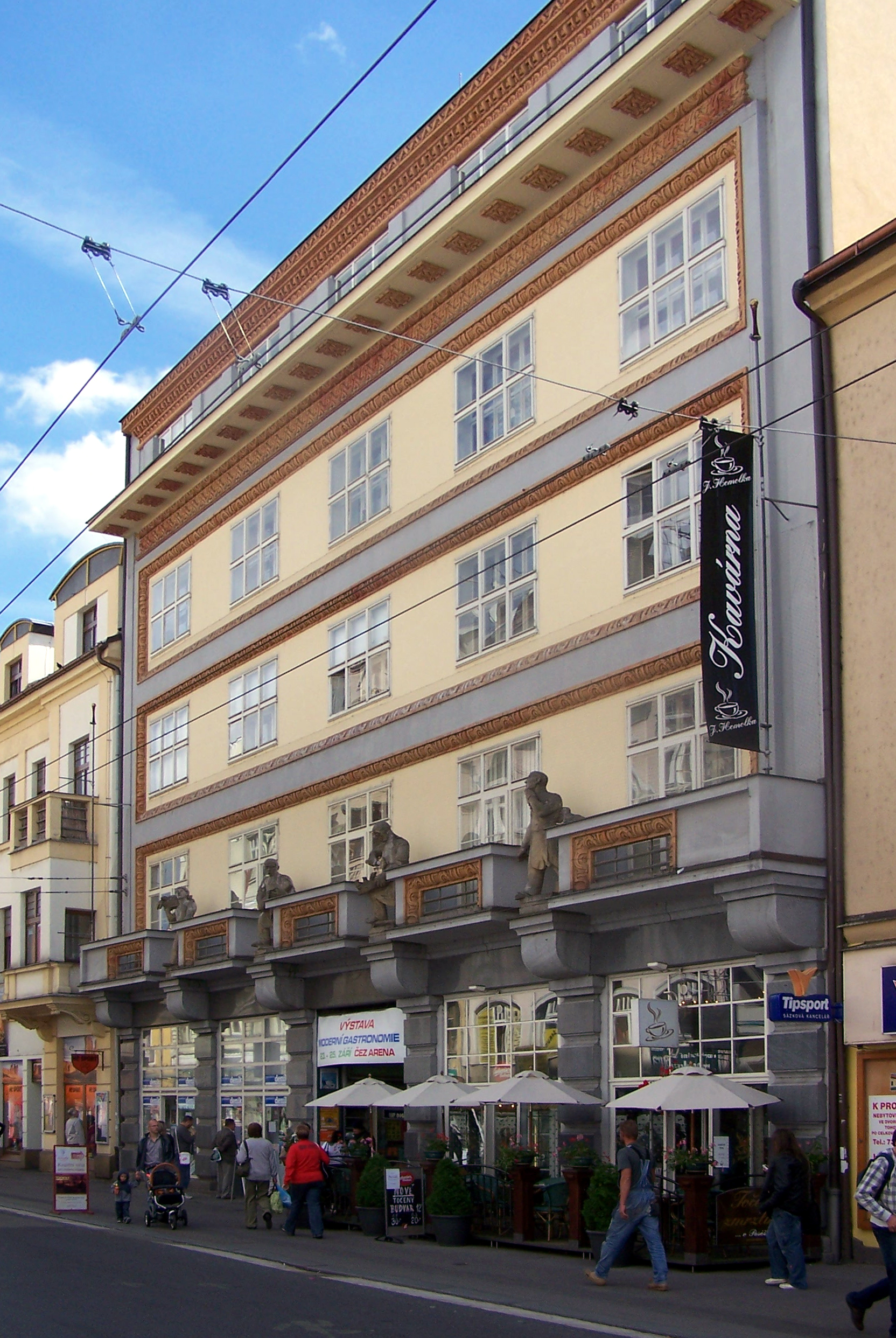
Uliční průčelí

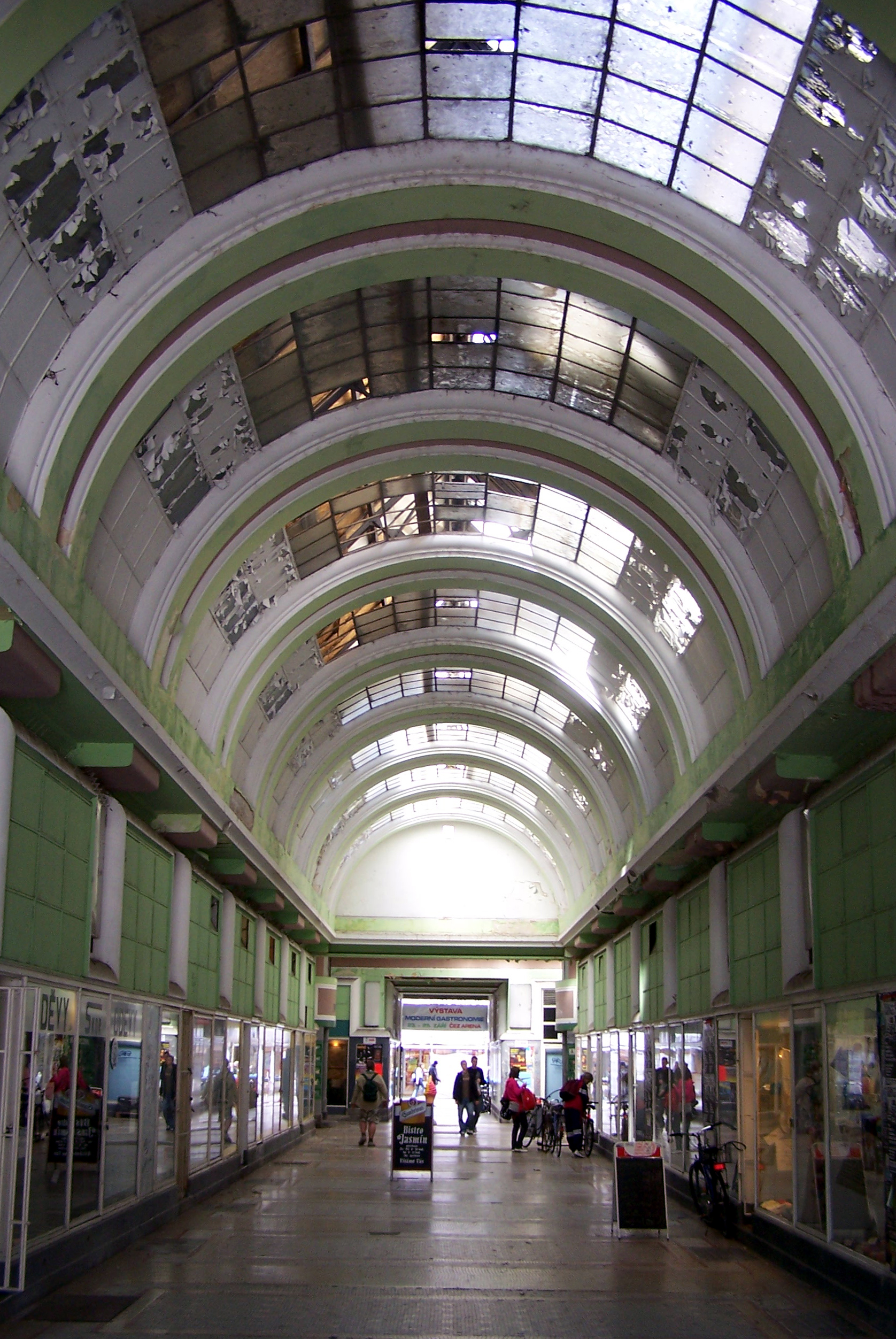
Machoňova pasáž v roce 2010

Na počátku 16. století zde stál dům s modlitebnou Jednoty bratrské. Té patřily i pozemky v místech dnešní ulice Na Spravedlnosti. Královským mandátem z roku 1548 byl majetek Českých bratří zabaven. Jan IV. z Pernštejna jej tehdy přidělil místnímu špitálu. Již v roce 1549 je ale dům i pozemek opět v soukromém vlastnictví. V roce 1605 měl v těchto místech kovárnu kovář Zajíček. Po jeho smrti pojal jeho vdovu Kateřinu za ženu kovář Jindřich Skřivánek. Po něm se podle Dějin Pardubic nad Labem Josefa Sakaře jmenuje dnešní čtvrť Na skřivánku. Dům zdědila dcera Justina s manželem Janem Pelikánem. V roce 1639 byl dům úmyslně zapálen jako obrana před příchozími švédskými vojsky. Spáleniště zakoupil v roce 1665 Jan Hrdlička. Zbudoval zde dvůr. Ten v roce 1835 rovněž vyhořel. V průběhu 19. století pozemky několikrát změnily majitele. V roce 1917 je zakoupili stavitelé Antonín Kratochvíl a Ing. František Veselý a rozhodli se zde postavit nový čtyřpatrový dům.

## Projekt
Původně se mělo jednat o běžný dům na hlavní třídě. Majitelům ale údajně připadalo, že dva obchody do ulice budou přinášet malý zisk. Rozhodli se tedy zbudovat „velkolepý palác průchodní“. Projektem byl pověřen architekt Ladislav Machoň. Povolením ze dne 13. prosince 1923 bylo schváleno zboření přízemního domu č. p. 60 a povolena stavba pětipodlažního domu na jeho místě. Pasáž měla 28 obchodů, suterénní restauraci a v domě mělo být původně 26 bytů. Projekt byl ale změněn na 31 menších bytů. Pravděpodobným důvodem byla možnost získat daňovou úlevu na zbudování malometrážních bytů do 80 m². Stavba byla zkolaudována dne 13. července 1925.
Stavba je pětipodlažní, světle béžovou barvu fasády oživuje výrazný prvek balkónu v prvém patře, který je rozčleněn do pěti samostatných částí.
Náklady na celou stavbu činily 1 600 000 Kč, z čehož 160 000 Kč byla cena pozemku. Na stavbu poskytla hypotéku Občanská záložna v České Třebové ve výši 960 000 Kč.
Na pasáž měla podle Machoňova projektu z roku 1927 navazovat tržnice a další pasáž do Smilovy ulice. K realizaci této části projektu ale nedošlo.

## Výzdoba
Průčelí doplňují čtyři sochařská díla Karla Dvořáka – rybář, textilák, truhlář a barvič. Moderní sochy narazily v lokálním tisku na nepochopení. Pardubáci ale byli uchváceni velkoměstským prostředím obchodní pasáže. Zvlášť oblíbená byla Hofmanova kavárna a cukrárna. Čelo klenby pasáže bylo vyzdobeno nástěnnou malbou A. V. Hrsky. Uměleckou keramickou výzdobu provedl K. Pokorný. Kovové výkladce a mříže provedl V. Čížek. 
Původní tříramenná svítidla v pasáži byla na přelomu šedesátých a sedmdesátých let nahrazena moderními zářivkami. Původní svítidla byla považována za ztracená, ale dne 5. ledna 1989 bylo nalezeno 23 kusů původních lustrů ve sklepě domu. Svítidla byla předána tehdejšímu vlastníku domu – Bytovému podniku Pardubice. Začátkem devadesátých let ale opět zmizela.

## Současnost
Machoňova pasáž byla v roce 1958 prohlášena za kulturní památku pod číslem 26780/6-4632 .
Vlastníkem objektu je v současné době (červen 2013) Rozvojový fond Pardubice a.s. V roce 1996 byla vypsána soutěž za rekonstrukci objektu, kterou vyhrál architekt Miroslav Petráň. Na začátku roku 2011 byly zahájeny rekonstrukční práce. 5. dubna 2013 bylo slavnostní otevření. Do rekonstrukce bylo vloženo ze strany majitele kolem 180 miliónů korun českých. Zrekonstruované prostory nabízejí obchody, kanceláře a byty. K objektům nově náleží i parkoviště pro desítky aut.

## Galerie

Machoňova pasáž, září 2013
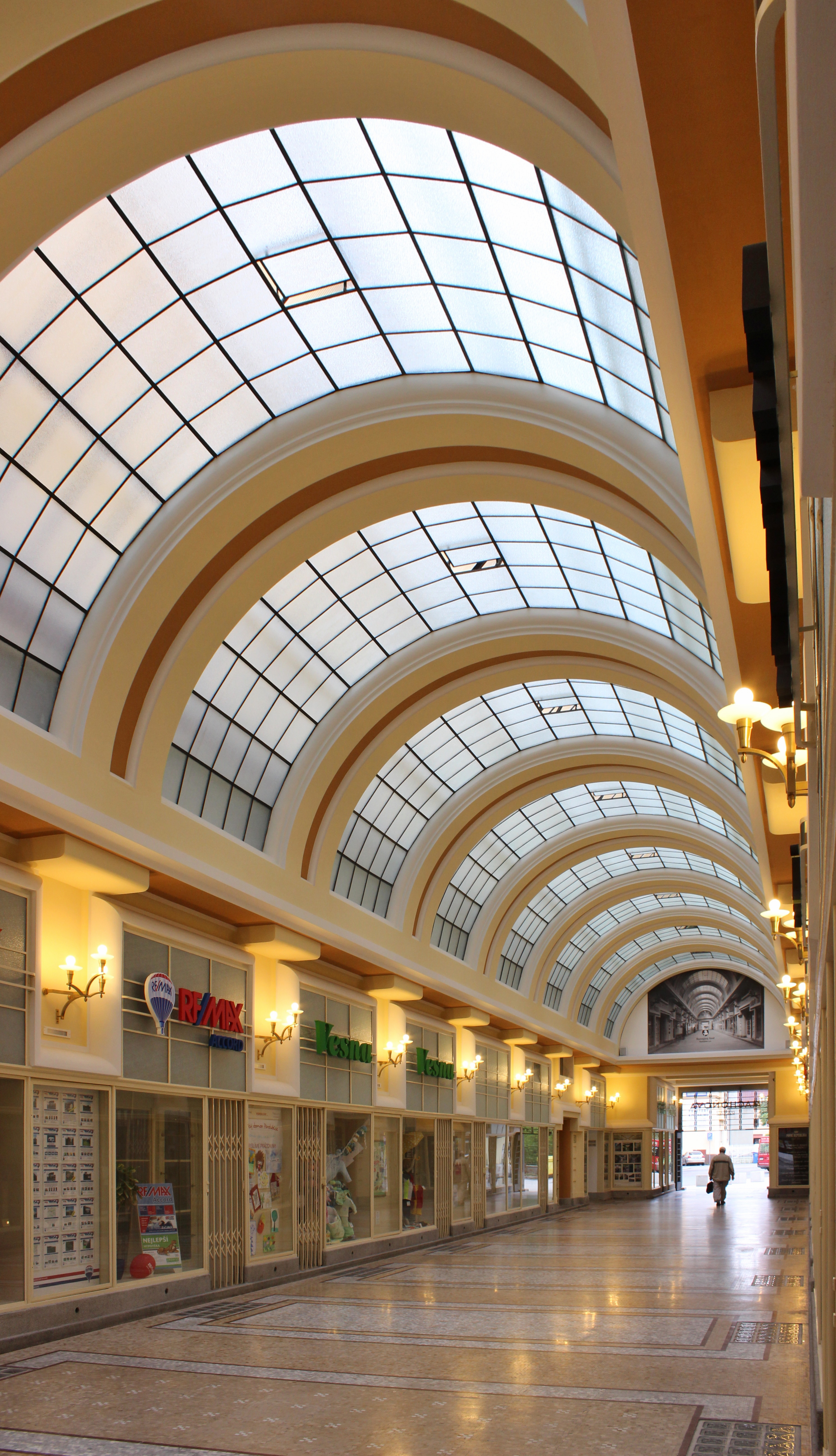
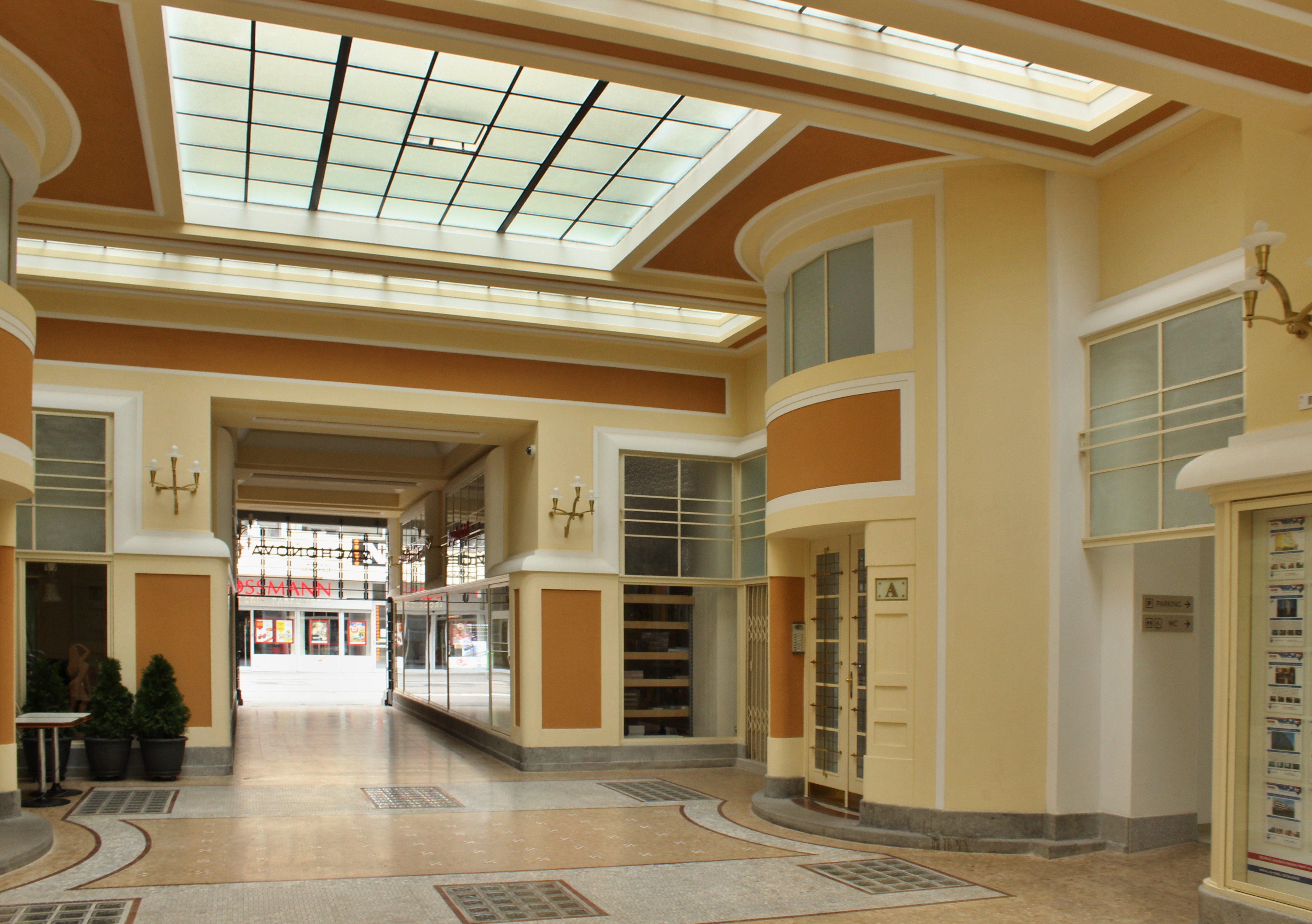
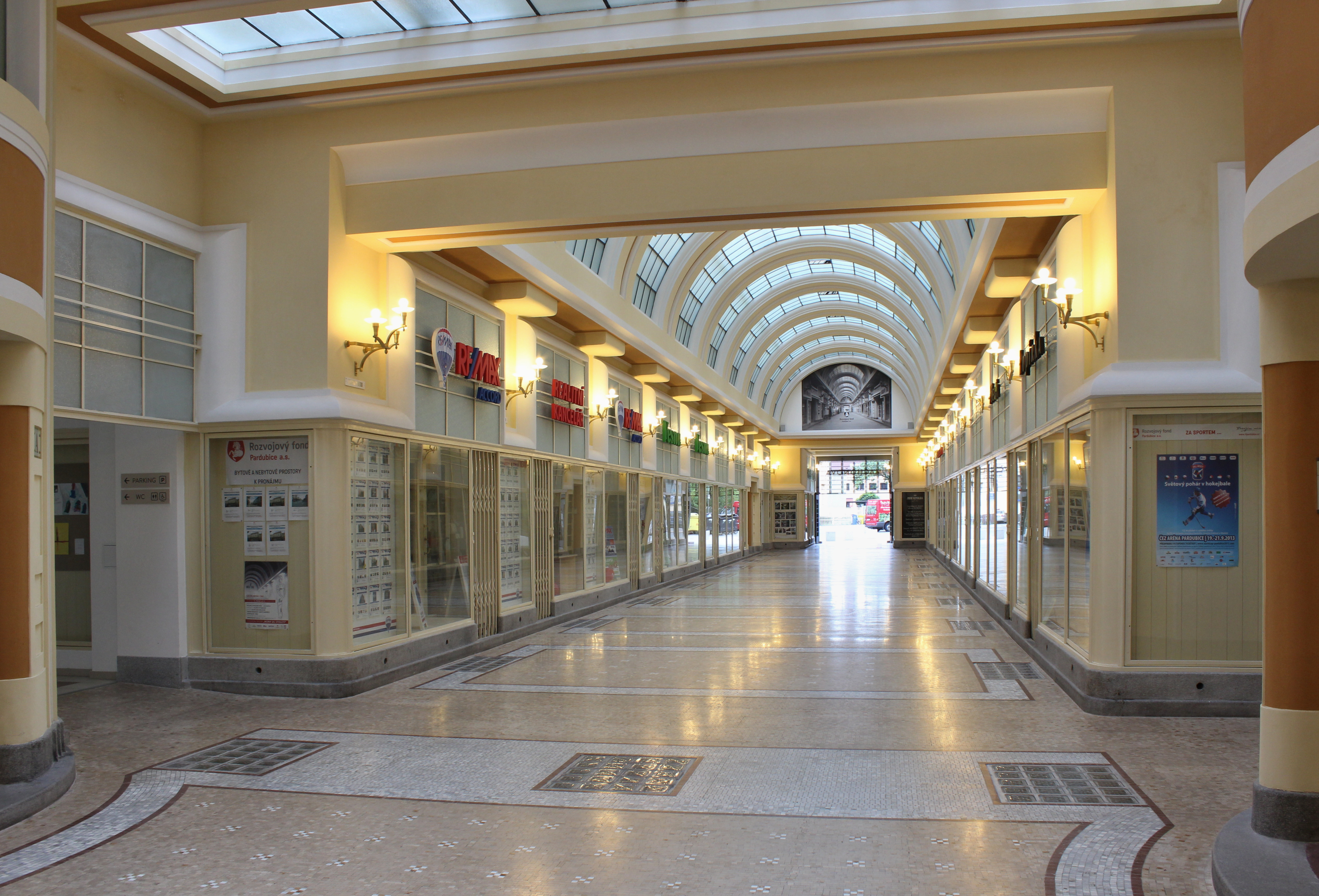